# Франкенштейн, Людвиг
Людвиг Франкенштейн (нем. Ludwig Frankenstein; 20 августа 1868, Ландесхут, ныне Каменна-Гура, Польша — 1942) — немецкий музыковед и редактор.
В 1906—1910 гг. главный редактор «Новой музыкальной газеты» (до середины 1907 г. вместе с Карлом Кипке). Одновременно в 1906—1908 гг. редактор-составитель «Вагнеровского ежегодника» (нем. Richard Wagner-Jahrbuch), в 1912 г. выпустил отдельным изданием библиографию публикаций о Вагнере за пять лет (нем. Bibliographie der auf Richard Wagner bezüglichen Buch-, Zeitungs- und Zeitschriften-Literatur für die Jahre 1907—1911). В 1913 г. опубликовал отдельным изданием биографический очерк об Артуре Зайдле (нем. Arthur Seidl: Ein Lebensabriss). Составил и опубликовал книгу музыкальных новелл Иоганна Петера Лизера и сборник статей Теодора Улига (нем. Musikalische Schriften; 1914). Перевёл с французского языка биографию Гектора Берлиоза, написанную Жаком Габриэлем Продоммом (1906).
Биография Франкенштейна как исследователя Вагнера малоизвестна и требует изучения.